# Kalyanapura, Magadi
Kalyanapura là một làng thuộc tehsil Magadi, huyện Ramanagara, bang Karnataka, Ấn Độ.